# Тиран-свистун чорноголовий
Тиран-свистун чорноголовий або тиран-свистун (Sirystes sibilator) — вид горобцеподібних птахів родини тиранових (Tyrannidae). Мешкає в Південній Америці.

## Опис
Довжина птаха становить 18,5 см. Тім'я чорнувате, скроні темно-сірі, спина сіра, крила чорнуваті з сірими краями, хвіст чорний. Горло і груди світло-сірі, живіт білуватий.

## Підвиди
Виділяють два підвиди:
- S. s. sibilator (Vieillot, 1818) — центральна і південно-східна Бразилія (від Пари, Мараньяну і Баїї на південь до Ріу-Гранді-ду-Сул), східний Парагвай і північно-східна Аргентина (Місьйонес, північно-східний Коррієнтес);
- S. s. atimastus Oberholser, 1902 — південно-західна Бразилія (Мату-Гросу).

Білогузі, суринамські і чокоанські тирани-свистуни раніше вважалися підвидами чорноголового тирана-свистуна. За результатами цього дослідження вид був розділений на чотири види.

## Поширення і екологія
Чорноголові тирани-свистуни мешкають в Бразилії, Аргентині і Парагваї. Вони живуть в кронах вологих рівнинних тропічних лісів, в галерейних і заболочених лісах та на узліссях. Зустрічаються поодинці або парами, на висоті до 1000 м над рівнем моря. Часто приєднуються до змішаних зграй птахів. Живляться комахами. Гніздяться в дуплах дерев.